# Broussaisia arguta
Broussaisia arguta là một loài thực vật có hoa trong họ Tú cầu. Loài này được Gaudich. mô tả khoa học đầu tiên năm 1830.

## Hình ảnh

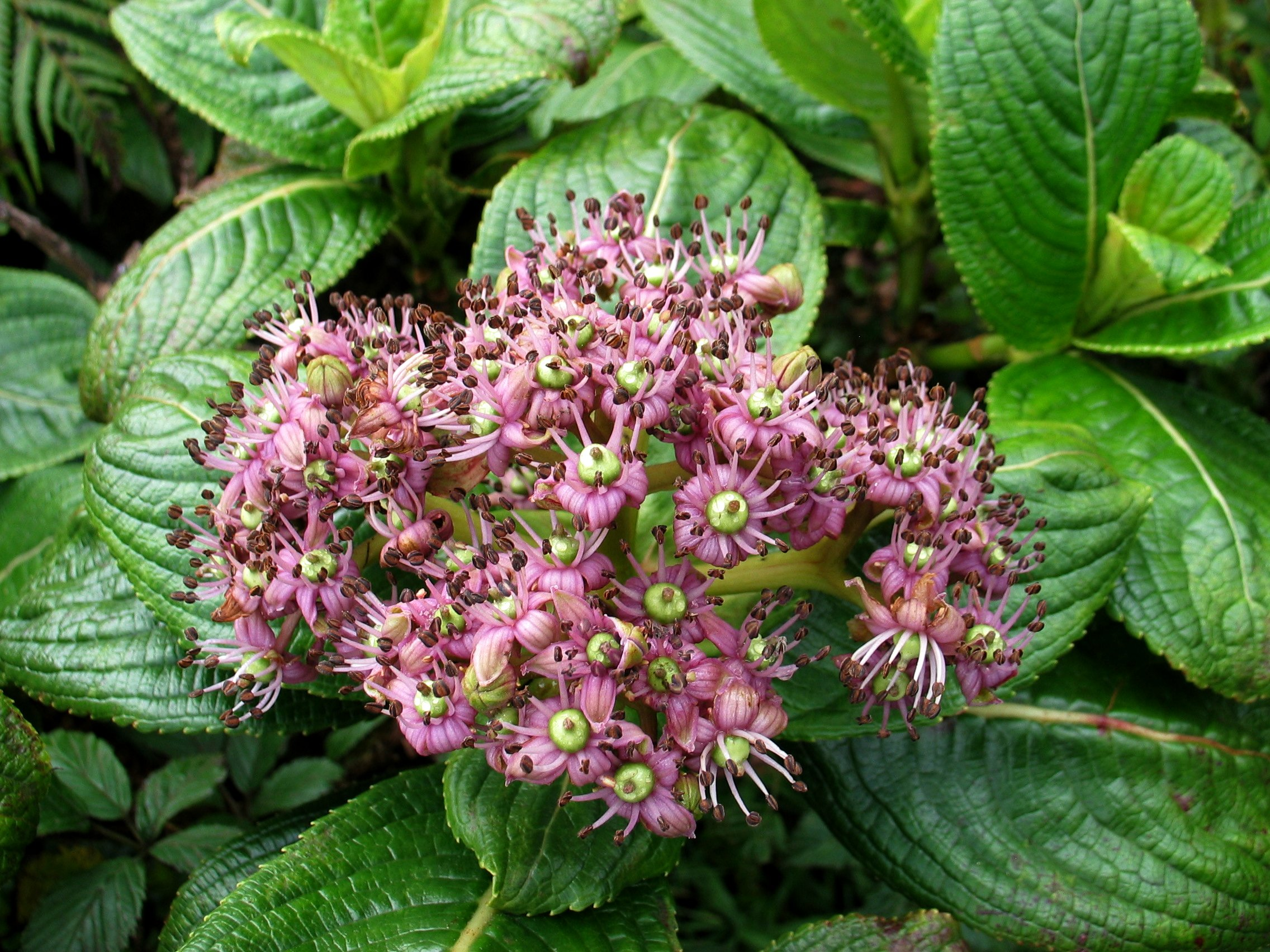
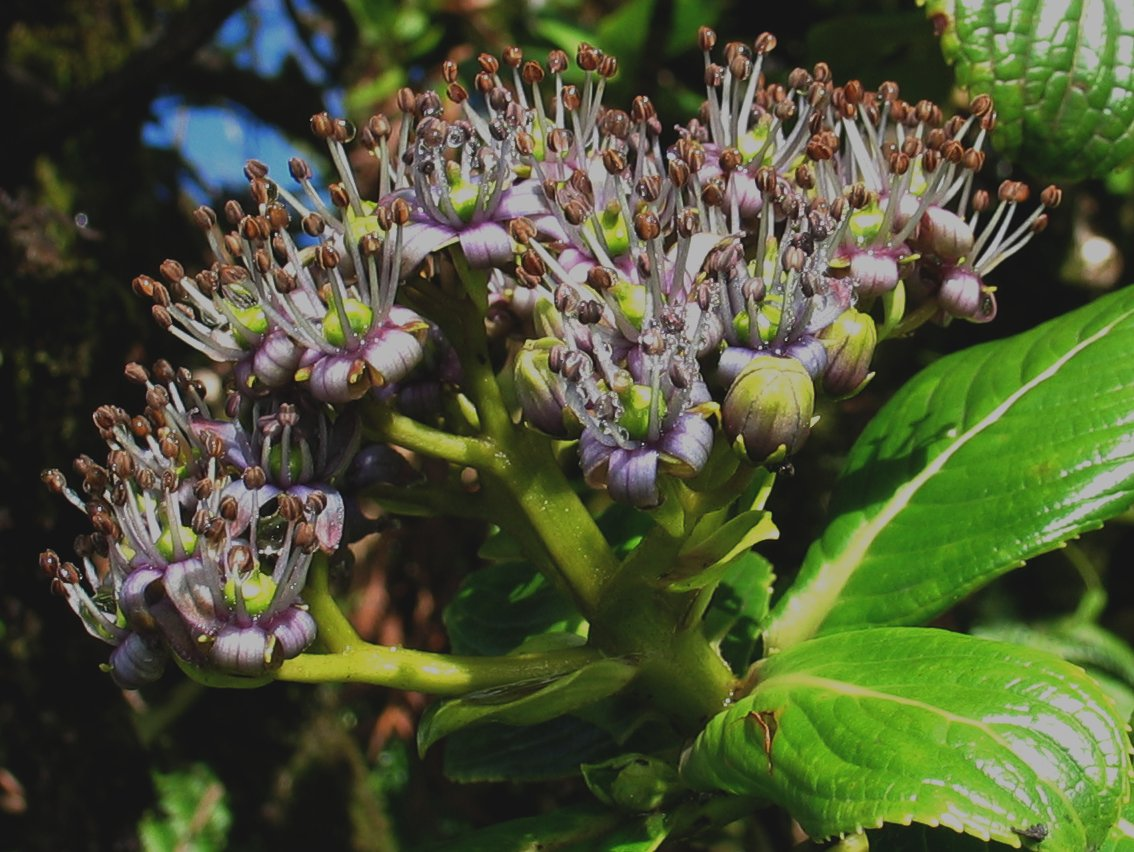
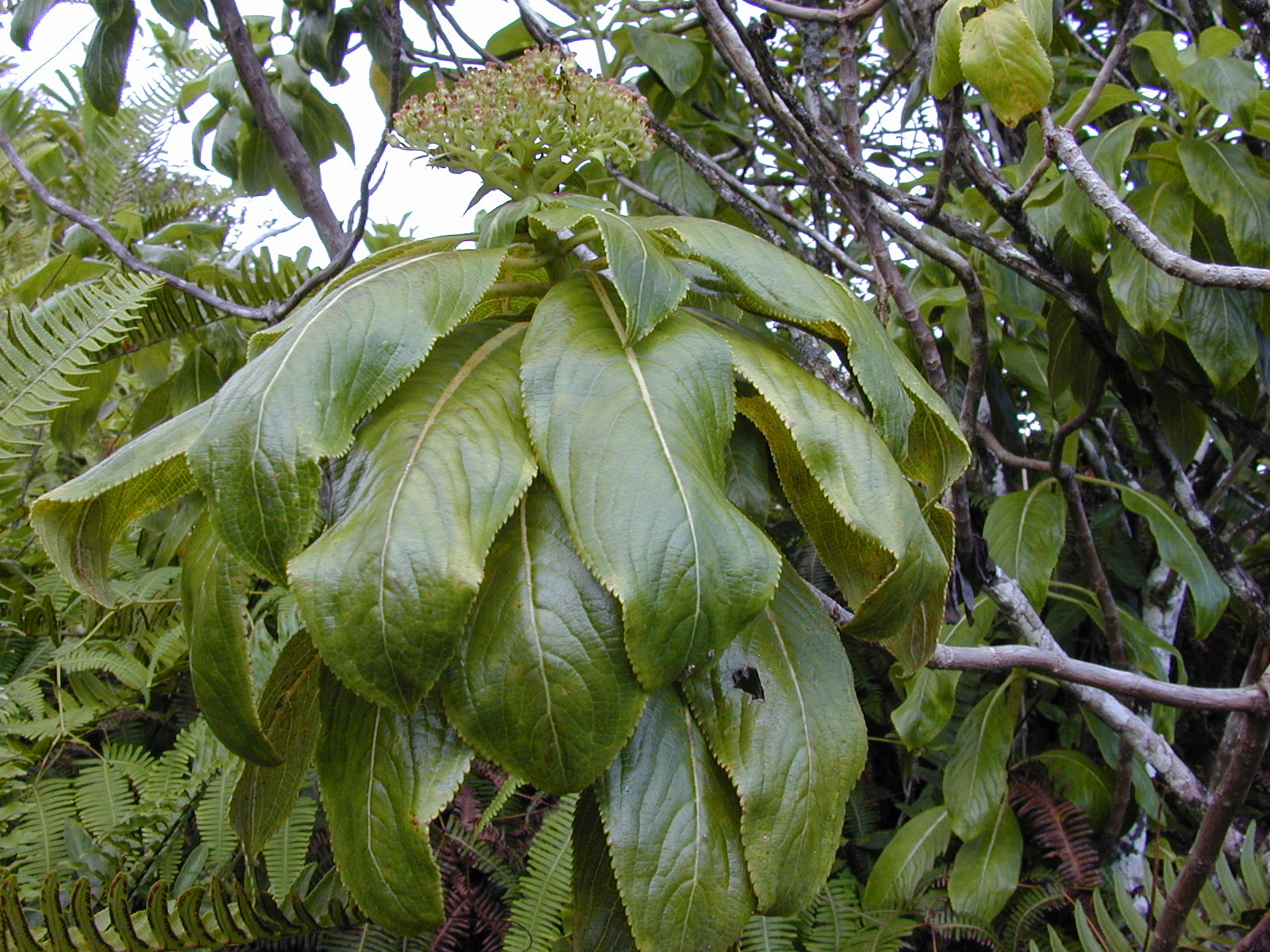
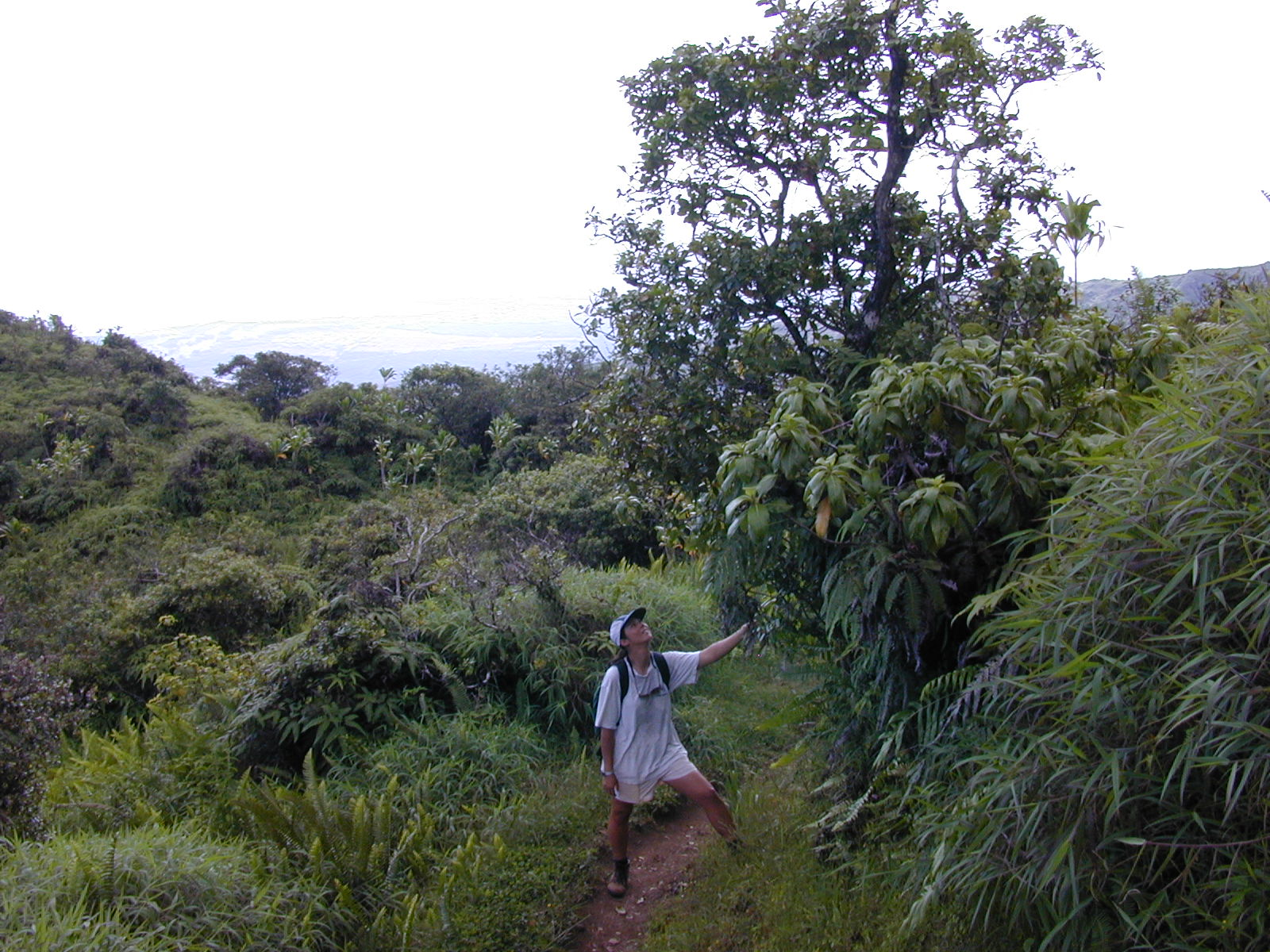